# ديفيد شوارتز (ملحن)
ديفيد شوارتز (بالإنجليزية: David Schwartz)‏ هو ملحن أمريكي، ولد في القرن العشرين.

## وصلات خارجية
- الموقع الرسمي
- ديفيد شوارتز على موقع IMDb (الإنجليزية)
- ديفيد شوارتز على موقع ميوزك برينز (الإنجليزية)
- ديفيد شوارتز على موقع ديسكوغز (الإنجليزية)
- ديفيد شوارتز على موقع قاعدة بيانات الفيلم (الإنجليزية)